# Partecipanti alla Milano-Sanremo 2021
Elenco dei partecipanti alla Milano-Sanremo 2021.
La Milano-Sanremo 2021 è stata la centododicesima edizione della corsa. Alla competizione presero parte 25 squadre, ciascuna delle quali composta da sette corridori, per un totale di 175 ciclisti.

## Corridori per squadra
Nota: R ritirato, NP non partito, FT fuori tempo, SQ squalificato
| Jumbo-Visma                 | Jumbo-Visma                 | Jumbo-Visma                 | Deceuninck-Quick Step              | Deceuninck-Quick Step              | Deceuninck-Quick Step              | Team BikeExchange    | Team BikeExchange       | Team BikeExchange    |
| --------------------------- | --------------------------- | --------------------------- | ---------------------------------- | ---------------------------------- | ---------------------------------- | -------------------- | ----------------------- | -------------------- |
| 1                           | Wout Van Aert               | 3º                          | 91                                 | Julian Alaphilippe                 | 16º                                | 181                  | Michael Matthews        | 6º                   |
| 2                           | Edoardo Affini              | 158º                        | 92                                 | Kasper Asgreen                     | 99º                                | 182                  | Luke Durbridge          | 84º                  |
| 3                           | Paul Martens                | 163º                        | 93                                 | Davide Ballerini                   | 41º                                | 183                  | Michael Hepburn         | 133º                 |
| 4                           | Sam Oomen                   | 70º                         | 94                                 | Sam Bennett                        | 42º                                | 184                  | Christopher Juul Jensen | 130º                 |
| 5                           | Christoph Pfingsten         | 159º                        | 95                                 | Tim Declercq                       | 151º                               | 185                  | Alexander Konychev      | 134º                 |
| 6                           | Timo Roosen                 | 80º                         | 96                                 | Yves Lampaert                      | 54º                                | 186                  | Luka Mezgec             | 49º                  |
| 7                           | Jos van Emden               | 95º                         | 97                                 | Zdeněk Štybar                      | 37º                                | 187                  | Robert Stannard         | 28º                  |
| AG2R Citroën Team           | AG2R Citroën Team           | AG2R Citroën Team           | EF Education-Nippo                 | EF Education-Nippo                 | EF Education-Nippo                 | Team DSM             | Team DSM                | Team DSM             |
| 11                          | Greg Van Avermaet           | 13º                         | 101                                | Alberto Bettiol                    | 109º                               | 191                  | Søren Kragh Andersen    | 9º                   |
| 12                          | Stan Dewulf                 | 90º                         | 102                                | Stefan Bissegger                   | 103º                               | 192                  | Romain Bardet           | 27º                  |
| 13                          | Alexis Gougeard             | 136º                        | 103                                | Sergio Higuita                     | 36º                                | 193                  | Romain Combaud          | 123º                 |
| 14                          | Oliver Naesen               | 21º                         | 104                                | Michael Valgren                    | 52º                                | 194                  | Nicolas Roche           | 115º                 |
| 15                          | Michael Schär               | 100º                        | 105                                | Sebastian Langeveld                | 131º                               | 195                  | Casper Pedersen         | 120º                 |
| 16                          | Gijs Van Hoecke             | 140º                        | 106                                | Magnus Cort Nielsen                | 62º                                | 196                  | Jasha Sütterlin         | 114º                 |
| 17                          | Andrea Vendrame             | 23º                         | 107                                | Tom Scully                         | 146º                               | 197                  | Martijn Tusveld         | 79º                  |
| Alpecin-Fenix               | Alpecin-Fenix               | Alpecin-Fenix               | Groupama-FDJ                       | Groupama-FDJ                       | Groupama-FDJ                       | Team Novo Nordisk    | Team Novo Nordisk       | Team Novo Nordisk    |
| 21                          | Mathieu van der Poel        | 5º                          | 111                                | Arnaud Démare                      | 26º                                | 201                  | Sam Brand               | 167º                 |
| 22                          | Dries De Bondt              | 98º                         | 112                                | Kevin Geniets                      | 50º                                | 202                  | Brian Kamstra           | R                    |
| 23                          | Senne Leysen                | 161º                        | 113                                | Jacopo Guarnieri                   | 96º                                | 203                  | Péter Kusztor           | 143º                 |
| 24                          | Kristian Sbaragli           | 61º                         | 114                                | Ignatas Konovalovas                | 66º                                | 204                  | David Lozano            | 164º                 |
| 25                          | Petr Vakoč                  | 132º                        | 115                                | Clément Davy                       | 162º                               | 205                  | Andrea Peron            | 168º                 |
| 26                          | Otto Vergaerde              | 119º                        | 116                                | Miles Scotson                      | 110º                               | 206                  | Charles Planet          | 169º                 |
| 27                          | Gianni Vermeersch           | 24º                         | 117                                | Ramon Sinkeldam                    | 155º                               | 207                  | Umberto Poli            | 165º                 |
| Androni Giocattoli-Sidermec | Androni Giocattoli-Sidermec | Androni Giocattoli-Sidermec | Ineos Grenadiers                   | Ineos Grenadiers                   | Ineos Grenadiers                   | Team Qhubeka Assos   | Team Qhubeka Assos      | Team Qhubeka Assos   |
| 31                          | Mattia Bais                 | NP                          | 121                                | Michał Kwiatkowski                 | 17º                                | 211                  | Giacomo Nizzolo         | 18º                  |
| 32                          | Luca Chirico                | 111º                        | 122                                | Filippo Ganna                      | 64º                                | 212                  | Victor Campenaerts      | 81º                  |
| 33                          | Andrij Ponomar              | 83º                         | 123                                | Thomas Pidcock                     | 15º                                | 213                  | Simon Clarke            | 38º                  |
| 34                          | Josip Rumac                 | 60º                         | 124                                | Salvatore Puccio                   | 94º                                | 214                  | Michael Gogl            | 76º                  |
| 35                          | Filippo Tagliani            | 166º                        | 125                                | Luke Rowe                          | 118º                               | 215                  | Bert-Jan Lindeman       | 142º                 |
| 36                          | Nicola Venchiarutti         | 122º                        | 126                                | Ben Swift                          | 77º                                | 216                  | Emil Vinjebo            | 121º                 |
| 37                          | Mattia Viel                 | R                           | 127                                | Dylan van Baarle                   | 31º                                | 217                  | Łukasz Wiśniowski       | 58º                  |
| Astana-Premier Tech         | Astana-Premier Tech         | Astana-Premier Tech         | Intermarché-Wanty-Gobert Matériaux | Intermarché-Wanty-Gobert Matériaux | Intermarché-Wanty-Gobert Matériaux | Total Direct Énergie | Total Direct Énergie    | Total Direct Énergie |
| 41                          | Alex Aranburu               | 7º                          | 131                                | Andrea Pasqualon                   | 87º                                | 221                  | Niccolò Bonifazio       | 63º                  |
| 42                          | Manuele Boaro               | 124º                        | 132                                | Aimé De Gendt                      | 47º                                | 222                  | Edvald Boasson Hagen    | 137º                 |
| 43                          | Fabio Felline               | 46º                         | 133                                | Jonas Koch                         | 92º                                | 223                  | Lorrenzo Manzin         | 156º                 |
| 44                          | Dmitrij Gruzdev             | 116º                        | 134                                | Lorenzo Rota                       | 40º                                | 224                  | Adrien Petit            | 149º                 |
| 45                          | Gorka Izagirre              | 45º                         | 135                                | Taco van der Hoorn                 | 112º                               | 225                  | Julien Simon            | 29º                  |
| 46                          | Davide Martinelli           | 104º                        | 136                                | Pieter Vanspeybrouck               | 154º                               | 226                  | Niki Terpstra           | 139º                 |
| 47                          | Matteo Sobrero              | 65º                         | 137                                | Loïc Vliegen                       | 57º                                | 227                  | Anthony Turgis          | 10º                  |
| Bahrain Victorious          | Bahrain Victorious          | Bahrain Victorious          | Israel Start-Up Nation             | Israel Start-Up Nation             | Israel Start-Up Nation             | Trek-Segafredo       | Trek-Segafredo          | Trek-Segafredo       |
| 51                          | Sonny Colbrelli             | 8º                          | 141                                | Matthias Brändle                   | 107º                               | 231                  | Vincenzo Nibali         | 35º                  |
| 52                          | Yukiya Arashiro             | 117º                        | 142                                | Davide Cimolai                     | 43º                                | 232                  | Nicola Conci            | 105º                 |
| 53                          | Damiano Caruso              | 55º                         | 143                                | Alessandro De Marchi               | 82º                                | 233                  | Jacopo Mosca            | 56º                  |
| 54                          | Heinrich Haussler           | 157º                        | 144                                | Hugo Hofstetter                    | 67º                                | 234                  | Ryan Mullen             | 129º                 |
| 55                          | Matej Mohorič               | 11º                         | 145                                | Guy Niv                            | R                                  | 235                  | Quinn Simmons           | 74º                  |
| 56                          | Jan Tratnik                 | 135º                        | 146                                | James Piccoli                      | 128º                               | 236                  | Toms Skujiņš            | 75º                  |
| 57                          | Fred Wright                 | 148º                        | 147                                | Guy Sagiv                          | 145º                               | 237                  | Jasper Stuyven          | 1º                   |
| Bardiani-CSF-Faizanè        | Bardiani-CSF-Faizanè        | Bardiani-CSF-Faizanè        | Lotto Soudal                       | Lotto Soudal                       | Lotto Soudal                       | UAE Team Emirates    | UAE Team Emirates       | UAE Team Emirates    |
| 61                          | Enrico Battaglin            | 68º                         | 151                                | Philippe Gilbert                   | 72º                                | 241                  | Alexander Kristoff      | 89º                  |
| 62                          | Filippo Fiorelli            | 48º                         | 152                                | Jasper De Buyst                    | 102º                               | 242                  | Sven Erik Bystrøm       | 108º                 |
| 63                          | Umberto Marengo             | 51º                         | 153                                | John Degenkolb                     | 32º                                | 243                  | Alessandro Covi         | 39º                  |
| 64                          | Daniel Savini               | NP                          | 154                                | Caleb Ewan                         | 2º                                 | 244                  | Davide Formolo          | 34º                  |
| 65                          | Alessandro Tonelli          | 106º                        | 155                                | Frederik Frison                    | 127º                               | 245                  | Fernando Gaviria        | 113º                 |
| 66                          | Giovanni Visconti           | 150°                        | 156                                | Roger Kluge                        | 101º                               | 246                  | Maximiliano Richeze     | 147º                 |
| 67                          | Filippo Zana                | 73º                         | 157                                | Tim Wellens                        | 78º                                | 247                  | Matteo Trentin          | 12º                  |
| Bora-Hansgrohe              | Bora-Hansgrohe              | Bora-Hansgrohe              | Movistar Team                      | Movistar Team                      | Movistar Team                      |                      |                         |                      |
| 71                          | Peter Sagan                 | 4º                          | 161                                | Iván García Cortina                | 30º                                |                      |                         |                      |
| 72                          | Pascal Ackermann            | 20º                         | 162                                | Mathias Norsgaard                  | 125º                               |                      |                         |                      |
| 73                          | Cesare Benedetti            | 93º                         | 163                                | Lluís Mas                          | 91º                                |                      |                         |                      |
| 74                          | Maciej Bodnar               | 141º                        | 164                                | Nelson Oliveira                    | 85º                                |                      |                         |                      |
| 75                          | Marcus Burghardt            | 71º                         | 165                                | Gonzalo Serrano                    | 25º                                |                      |                         |                      |
| 76                          | Daniel Oss                  | 33º                         | 166                                | Albert Torres                      | 144º                               |                      |                         |                      |
| 77                          | Maximilian Schachmann       | 14º                         | 167                                | Davide Villella                    | 86º                                |                      |                         |                      |
| Cofidis                     | Cofidis                     | Cofidis                     | Team Arkéa-Samsic                  | Team Arkéa-Samsic                  | Team Arkéa-Samsic                  |                      |                         |                      |
| 81                          | Elia Viviani                | 69º                         | 171                                | Nacer Bouhanni                     | 19º                                |                      |                         |                      |
| 82                          | Christophe Laporte          | 22º                         | 172                                | Warren Barguil                     | 44º                                |                      |                         |                      |
| 83                          | Guillaume Martin            | 53º                         | 173                                | Amaury Capiot                      | 138º                               |                      |                         |                      |
| 84                          | Attilio Viviani             | 153º                        | 174                                | Daniel McLay                       | 88º                                |                      |                         |                      |
| 85                          | Pierre-Luc Périchon         | 97º                         | 175                                | Thibault Guernalec                 | 160º                               |                      |                         |                      |
| 86                          | Fabio Sabatini              | 126º                        | 176                                | Clément Russo                      | 59º                                |                      |                         |                      |
| 87                          | Kenneth Vanbilsen           | 152º                        | 177                                | Connor Swift                       | NP                                 |                      |                         |                      |